# Coraebosoma viridis
Coraebosoma viridis – gatunek chrząszcza z rodziny bogatkowatych, podrodziny Agrilinae i plemienia Coraebini.

## Taksonomia
Gatunek ten został opisany w 2009 roku przez Charlesa L. Bellamy i Sadahiro Ohmomo. Holotypem jest samiec. Ponadto wyznaczono 20 paratypów. Nazwa gatunkowa pochodzi od zielonego ubarwienia.

## Opis
Ciało długości od 17,5 do 20,5 mm, podłużno-owalne, prawie cylindryczne, przypłaszczone na wierzchu i od spodu, wciąż jednak nieco poprzecznie wypukłe. Oskórek metalicznie zielony z zielono-złotym połyskiem, cały pokryty drobnymi, dobrze odseparowanymi punktami, z których każdy z pojedynczą, bardzo krótką, stojącą szczecinką. Dysk przedplecza i pokryw bez zgrupowań szczecinek w łatki. Boczne części pokryw z poprzecznymi zmarszczkami, boczne brzegi prawie równoległe do rejonu przed wierzchołkową ⅓. Przednio-środkowa część przedplecza silnie wypukła.

## Występowanie
Gatunek ten jest endemitem Filipin, znanym dotąd jedynie z wyspy Leyte.